# 九一式穿甲彈

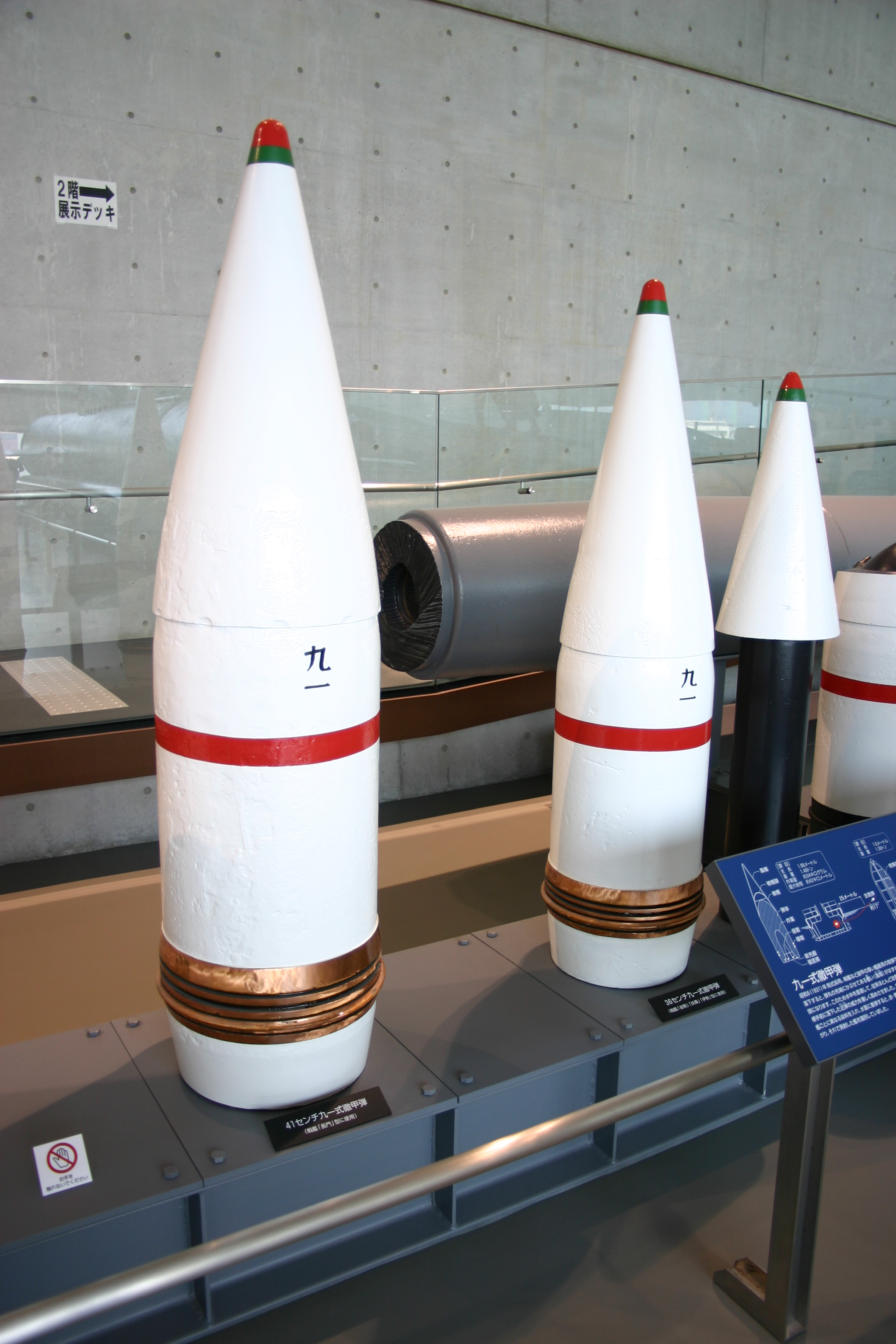
大和博物馆用来展示的九一式穿甲弹

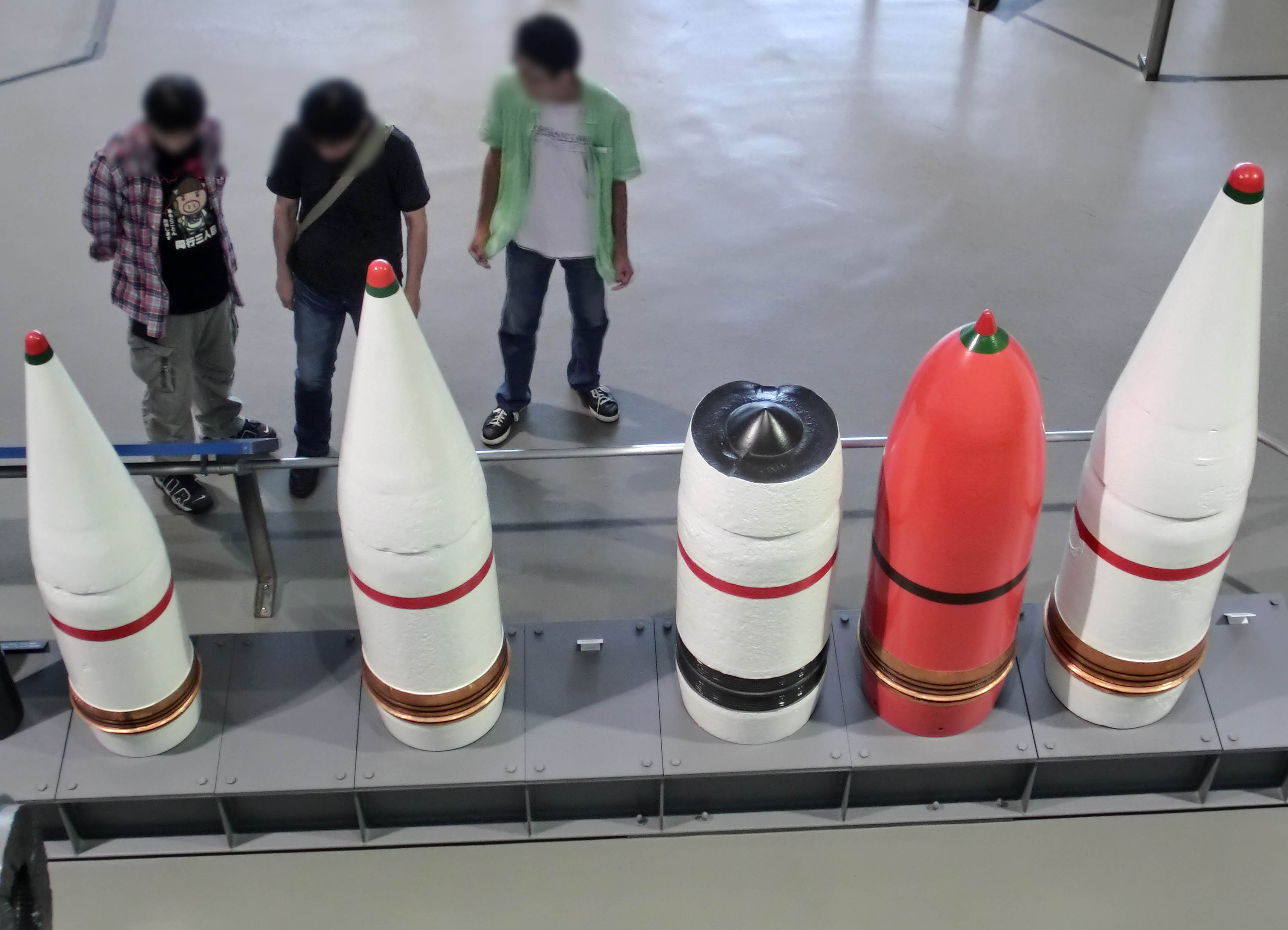
左起分别为36cm、41cm、46cm炮使用的九一式穿甲弹，中间粗短者为去除风帽的九一式穿甲弹弹体，红色的炮弹是三式弹

九一式穿甲弹（平假名：きゅういちしきてっこうだん），是大日本帝国海军为战列舰、巡洋舰开发并使用的穿甲弹。
九一式穿甲弹是八八式穿甲弹的改进型，一式穿甲弹是九一式穿甲弹的改进型。

## 简介
九一式穿甲弹是由下述特別强化了对水线下装甲带的穿甲能力的六式穿甲弹改良而来的：
将六号穿甲弹的风帽延长，同时将弹尾形状进行收拢，艇尾形弹尾的弹种也在大和级战列舰上配备了。因1931年（昭和6年）开始配备使用而得名。九一式穿甲弹比起六号穿甲弹的外形，空气阻力更小，同样的仰角下射程可以提高3000～4000m。
虽说如此，实战中击中水线下装甲带概率比击中主装甲带的概率要低得多，而使用的引信延时较长，会导致炮弹在船体非装甲区不爆炸而再次贯穿装甲。也有人指出因为这个问题而使得无法确认炮弹命中时的爆烟，从而使得炮战的指挥出现问题。
此外，由于弹体强度不足，存在命中时炮弹断裂的缺陷。具体而言，达到炮弹直径九成以上厚的表面硬化装甲，以25度以上的角度命中时就会出现这个问题。由于这些问题，在大和级战列舰上采取的给弹药安装被帽的方法是正确的。
作为九一式穿甲弹的更新换代，1941年（昭和16年）开始配备的一式穿甲弹，除了改善上述被帽安装方法外，还对弹头进行了着色填充。除此之外，也有一式穿甲弹增强了弹体强度的说法，目前还没有定论。

## 水中弹效果
所谓水中弹，即在目标近距离内落下，在水中以水平方向前进一定距离，从而命中舰船的水线下装甲带。
美国海军在1935年进行了实验确认，由此南达科他级战列舰和愛荷華级战列舰也如同日本战列舰一样安装了水中弹防御。北卡罗来纳级战列舰以及之前的美国战列舰没有水中弹防御，英法德意等国的新型战列舰也没有对水中弹的防御。。
日本海军对由于华盛顿海军条约而废弃的“后日德兰型”战列舰中的未建成的土佐号，以及同样被除籍的安艺号进行了射击实验。土佐在射击实验中被40cm炮弹命中舷侧，在后方机关室内炸裂导致3000吨进水，安艺号在被长门号、陆奥号两艘船发射第一发炮弹仅仅17分钟后就沉没了，由此确认了水中弹的实际效果。
因此，日本战舰在改装时加强水中弹防御的同时，开发了水下弹道特性的优秀的穿甲弹。这种新型穿甲弹就被称为六号穿甲弹（即后来的八八式穿甲弹），在顶部平直的被帽上，加上尖锐的被帽头，再在上面加上风帽。设想当炮弹命中水面时，风帽和被帽头脱落，炮弹在水中直行命中敌舰水线以下部分，而由此开发。通常的炮弹在水中前进距离为炮弹口径的80倍，而这种穿甲弹为能够前进200倍口径的距离（也就是说比如46cm炮弹，前进的距离就是92m）。
此外，为了充分发挥水中弹的效果，六号穿甲弹使用了可以调整至长延时（0.4秒）的引信。试验的结果是六号穿甲弹被认为能够发挥水中弹的效果，而在1930年（昭和5年）被规定使用。

## 炮弹性能
| 口径   | 全长      | 炮弹重量 | 装药量   | 装药比例 | 射程   |
| ------ | --------- | -------- | -------- | -------- | ------ |
| 46cm   | 1,955mm   | 1,460kg  | 33.85kg  | 2.32%    | 42030m |
| 41cm   | 1,738.5mm | 1,020kg  | 14.888kg | 1.46%    | 37900m |
| 36cm   | 1,524.7mm | 673.5kg  | 11.102kg | 1.65%    | 35450m |
| 20.3cm | 906.2mm   | 125.85kg | 3.100kg  | 2.46%    | 27400m |
| 15.5cm | 677.8mm   | 55.87kg  | 1.152kg  | 2.00%    | 27400m |

## 相关页面
- 零式通常弹
- 三式弹
- 一式穿甲弹